# Wobegon-hatás
Az emberek számos jellemző mentén az átlagnál jobbnak értékelik saját magukat, ezt az önfényező tendenciát nevezzük Wobegon-hatásnak. A nevét Garrison Keillor humorista elképzelt városa nyomán kapta, ahol "minden gyermek átlagon felüli volt". Ha egy pozitív tulajdonságról van szó, úgy ítéljük meg, hogy ebben különlegesek vagyunk, míg egy negatívumnál úgy gondoljuk, hogy bizony nagyon sok embernek van ilyen rossz tulajdonsága, nincs ebben semmi különös, ha történetesen nekünk is.
A jelenség létezését alátámasztja a College Board 1976–1977-ben végzett vizsgálata, amely során majdnem egymillió középiskolást kérdeztek meg, arról, hogy mennyire jönnek ki másokkal, és nyolcvankilenc százalékuk úgy vélte, hogy az átlagnál jobban. Hasonlóan vélekedett az a 70%, akik állították, hogy átlagon felüli vezetői képességekkel rendelkeznek, és az a 60%, akik ugyanezt gondolták a sportolói teljesítményükről.
Hasonló a Dunning–Kruger-hatás, amikor a témával kapcsolatos általános szintű ismeret okozza a túlzott önbizalmat.